# Airway Heights
Airway Heights is een plaats (city) in de Amerikaanse staat Washington, en valt bestuurlijk gezien onder Spokane County.

## Demografie
Bij de volkstelling in 2000 werd het aantal inwoners vastgesteld op 4500.
In 2006 is het aantal inwoners door het United States Census Bureau geschat op 4756, een stijging van 256 (5,7%).

## Geografie
Volgens het United States Census Bureau beslaat de plaats een oppervlakte van
12,6 km², geheel bestaande uit land. Airway Heights ligt op ongeveer 508 m boven zeeniveau.

## Plaatsen in de nabije omgeving
De onderstaande figuur toont nabijgelegen plaatsen in een straal van 20 km rond Airway Heights.